# Kattegat

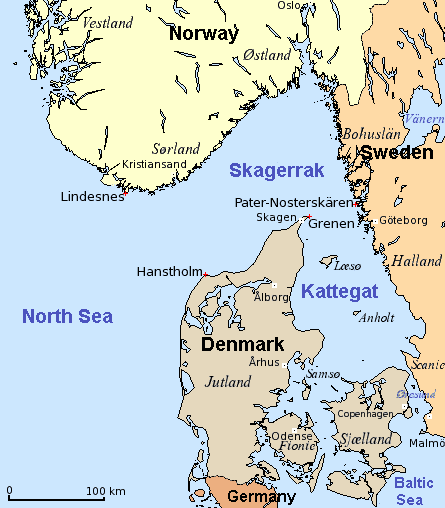
Strâmtorile Skagerrak și Kattegat

Kattegat sau Kattegatt (în suedeză) este o strâmtoare localizată între coasta sud-vestică a Suediei și Peninsula Iutlanda din Danemarca, care, împreună cu strâmtoarea Skagerrak din vest, face legătură între Marea Nordului și Marea Baltică.